# Converge/Napalm Death
Converge/Napalm Death è uno split EP del gruppo musicale statunitense Converge e del gruppo musicale britannico Napalm Death, pubblicato nel 2012.

## Tracce
Side AConverge
1. No Light Escapes – 0:52 (testo: Jacob Bannon – musica: Kurt Ballou, Bannon, Nate Newton, Ben Koller)
2. Wolverine Blues (Entombed cover) – 2:15 (musica: Nicke Andersson, Uffe Cederlund, Alex Hellid)

Side BNapalm Death
1. Will by Mouth – 1:27 (testo: Barney Greenway – musica: Shane Embury)
2. No Impediment to Triumph (Bhopal) – 3:03 (testo: Greenway – musica: Embury)

## Formazione
Side A
- Kurt Ballou – chitarra, voce
- Jacob Bannon – voce
- Ben Koller – percussioni
- Nate Newton – basso, voce
- Kevin Baker – voce (in Wolverine Blues)
- Brian Izzi – voce (in Wolverine Blues)
- Tomas Lindberg – voce (in Wolverine Blues)
- Aaron Turner – voce (in Wolverine Blues)

Side B
- Shane Embury – basso
- Mark Greenway – voce
- Mitch Harris – chitarra
- Danny Herrera – batteria